# Немезида (роман Агаты Кристи)
«Немези́да» (англ. Nemesis) — роман Агаты Кристи из серии произведений о мисс Марпл. Роман написан в 1971 году, опубликован в том же году издательством Collins Crime Club. Это последний роман, написанный Агатой Кристи о мисс Марпл, но не последний опубликованный.

## Сюжет
Мисс Марпл получает письмо от своего старинного друга мистера Джеймса Рейфила (один из персонажей другого романа Агаты Кристи о мисс Марпл — «Карибская тайна»). В письме он просит её расследовать преступление, а в случае успеха она должна получить наследство в размере двадцати тысяч фунтов. Рейфил не оставляет Марпл практически никаких подсказок или зацепок. Она даже не знает, кто жертва.
Первым ключом к разгадке становится экскурсия по лучшим домам и садам Великобритании, организованная для неё Рейфилом перед смертью. В поездке её сопровождают ещё четырнадцать человек, по крайней мере один из которых имеет отношение к интересующему её делу. Она узнает, что одна из её компаньонок, Элизабет Тэмпл, когда-то была директором школы, в которой училась Верити Хант, невеста Майкла (сына мистера Рейфила), который сидит в тюрьме. Девушка была убита. Все уверены, что убийство — дело рук Майкла, который обладал дурной репутацией. Но так ли это?
Следующим ключом становится знакомство с Лавинией Глинн и её сестрами, которых Рейфил перед смертью предупредил о мисс Марпл и попросил сопровождать на самом ответственном этапе экскурсии.
Далее начинают происходить загадочные события: мисс Тэмпл получает удар по затылку и теряет сознание. Её отправляют в больницу, где она впадает в кому. Придя в себя через несколько дней, она шепчет мисс Марпл «Узнайте, кто из них это сделал», после чего умирает.
Мисс Марпл узнает, что Верити Хант была удочерена Клотильдой, сестрой Лавинии Глинн. Верити Хант должна была тайно обвенчаться с Майклом Рейфилом, но ни один из них не явился на церемонию. Мисс Марпл понимает, что жертвой преступления была не только Верити, но и Майкл. Осталось найти убийцу.

## Экранизации
Роман был экранизирован дважды:
- В 1987 году в рамках телесериала BBC «Мисс Марпл» с Джоан Хиксон в роли Мисс Марпл[1];

В 2007 году телекомпания ITV отсняла эпизод по роману «Немезида» с Джеральдин Макьюэн в роли Мисс Марпл. Как и другие эпизоды сериала, эта версия потерпела очень много изменений. Удаление 7 персонажей, также добавление сюжетных линий и новых персонажей.
- - К примеру, Антея Брэдбери-Скотт отсутствует, а Лавиния Глинн переименовывается в Мать-Настоятельницу Агнес. А Клотильда становится монахиней.
  - Убийца не убивает Нору Брент и не говорит всем, что это тело Верити Хант, а заменяет тело якобы погибшего солдата на тело Верити Хант.
  - Добавляется сюжетная линия раненого солдата Ральфа Коллинза.
  - Вместо мисс Темпл умирает Роуэн Уэдди (жена Ральфа Коллинза или Мартина Уэдди).
  - Главное место действия меняется на монастырь святой Элспед. Там же убийца умирает не от того, что выпивает отравленное молоко, а от того, что закалывает себя копьём.
  - Имена многих персонажей меняется, как и их предыстория.